# Regan Smith
Regan Smith (ur. 9 lutego 2002) – amerykańska pływaczka specjalizująca się w stylu grzbietowym i motylkowym, dwukrotna mistrzyni olimpijska i pięciokrotna mistrzyni świata, rekordzistka globu, brązowa medalistka mistrzostw Pacyfiku.
W 2019 roku magazyn Swimming World przyznał jej tytuł najlepszej pływaczki na świecie.

## Kariera
W 2017 roku na mistrzostwach świata w Budapeszcie w półfinale 200 m stylem grzbietowym czasem 2:07,19 ustanowiła rekord świata juniorek. W finale tej konkurencji była ósma (2:07,42).
Rok później, na mistrzostwach Pacyfiku w Tokio zdobyła brązowy medal na dystansie 200 m stylem grzbietowym, poprawiając rekord świata juniorek (2:06,46).
W 2019 roku podczas mistrzostw świata w Gwangju w półfinale 200 m stylem grzbietowym pobiła rekord świata, uzyskawszy czas 2:03,35. W finale tej konkurencji z czasem 2:03,69 zdobyła złoty medal. Złoto wywalczyła także sztafecie 4 × 100 m stylem zmiennym i wraz z Lilly King, Kelsi Dahlią i Simone Manuel poprawiła w tej konkurencji rekord globu. Smith na pierwszej zmianie sztafety pobiła także rekord świata na 100 m stylem grzbietowym, uzyskawszy czas 57,57 s. Stała się tym samym pierwszą zawodniczką w historii, którą przepłynęła ten dystans poniżej 58 sekund na basenie 50-metrowym.
Na igrzyskach olimpijskich w Tokio w 2021 roku zdobyła srebrny medal na 200 m stylem motylkowym, uzyskawszy czas 2:05,30. W konkurencji 100 m stylem grzbietowym była trzecia z czasem 58,05.

### Rekordy świata
| Konkurencja              | Basen      | Rezultat    | Data            | Miejsce      | Status                            |
| ------------------------ | ---------- | ----------- | --------------- | ------------ | --------------------------------- |
| 200 m stylem grzbietowym | 50-metrowy | 2:03,35 min | 26 lipca 2019   | Gwangju      | do 10 marca 2023 Kaylee McKeown   |
| 100 m stylem grzbietowym | 50-metrowy | 57,57 s     | 28 lipca 2019   | Gwangju      | do 13 czerwca 2021 Kaylee McKeown |
| 100 m stylem grzbietowym | 50-metrowy | 57,13 s     | 18 czerwca 2024 | Indianapolis | aktualny                          |